# Cannibal! The Musical
Cannibal! The Musical (originele titel: Alferd Packer: The Musical) is een zwart-komische horrorfilm (uit de studietijd) van Trey Parker, die later South Park maakte. Het verhaal is losjes gebaseerd op de geschiedenis van Alferd Packer, die in 1874 veroordeeld werd wegens kannibalisme.

## Verhaal
Alferd Packer zit in de gevangenis in afwachting van zijn proces. Hij wordt beschuldigd van kannibalisme, maar de verslaggeefster Polly Pry gelooft in zijn onschuld. In flashbacks toont de film de gebeurtenissen, zoals die volgens Alferd Packer hebben plaatsgevonden.
In 1873 vertrekt een groepje goudzoekers vanuit Provo, Utah, naar Breckenridge in Colorado Territory, waar nieuwe goudmijnen zijn gevonden. Packer wordt aangesteld als gids van de groep. De groep bestaat behalve Packer en het door hem geliefde paard Liane, uit Shannon Wilson Bell, James Humphrey, Frank Miller, George Noon en Israel Swan. Packer schat de reis in op drie weken.
Vier weken later komen ze tot de conclusie dat ze verdwaald zijn. Ze komen een groep van drie gemene stropers tegen die interesse hebben in het paard Liane. De volgende ochtend is het paard verdwenen, hetgeen Packer veel verdriet doet.
De groep stuit op een indianenstam, die in de film vertolkt wordt door Japanners. Het opperhoofd biedt hun aan bij de stam te blijven en te wachten tot de ijskoude stormen zijn gaan liggen. Hij vertelt hen dat er eerder een andere group of assholes, like yourselves bij hen is komen verblijven. Het blijkt om de stropers te gaan. Packer eist zijn paard op, maar de stropers ontkennen verantwoordelijk te zijn voor de verdwijning van het paard. Fysiek kunnen de goudzoekers de stoere stropers niet aan.
Ondanks dat het opperhoofd het sterk afraadt, vervolgt de groep haar reis als Packer hoort dat de stropers ook verder zijn getrokken. Als de reis lang duurt, begint de groep Packer ervan te verdenken de stropers te achtervolgen om zo zijn paard Liane terug te vinden. Gebrek aan voedsel brengt hen ertoe de eigen schoenen op te eten. Ze ontsnappen aan een boze cycloop. De eeuwig optimistische Israel Swan probeert de groep op te vrolijken met een lied over het maken van een sneeuwpop. Uit frustratie schiet Wilson Bell hem door het hoofd. 's Avonds bij het kampvuur bespreekt de groep haar hachelijke situatie en komen zo te spreken over het kannibalisme waar een groep, die bekend werd als de Donner Party, toe gedreven werd toen zij in een soortgelijke situatie verkeerden. Ze besluiten om het lichaam van de gedode Swan op te eten.
Na enkele dagen komt bij de groep het idee op dat een van hen opgeofferd moet worden om de anderen te laten overleven. Packer vraagt om een laatste kans om over de volgende berg te klimmen en te kijken of er kansen zijn op redding. Als hij onsuccesvol terugkeert van zijn tocht, treft hij alleen Bell nog levend aan, die omringd wordt door de dode lichamen van hun kameraden. Als Bell ook hem wil aanvallen, heeft Packer grote moeite om Bell te doden.
Dagen later komt Packer aan bij een stadje, waar de sheriff een onderzoek instelt naar zijn zaak. Packer vindt hier zijn paard Liane terug, in de "handen" van de stropers. Als Liane niet op hem reageert, gaat hij met een gebroken hart de saloon in, waar later de sheriff dronken binnenkomt met het nieuws dat de lichamen van de leden van de groep zijn ontdekt en hij beschuldigd wordt van kannibalisme. De aanwezige menigte keert zich tegen Packer, maar hij gebruikt de Oosterse vechtsporten die hij van de indianen heeft geleerd om zich te verdedigen en neemt vooral de stropersleider te grazen. Onder dreiging hem op te eten, kan hij ontsnappen en vluchten.
Hij wordt weer opgepakt en ter dood veroordeeld. Op het moment dat de ophanging moet gaan plaatsvinden, komt Polly Pry op de rug van Liane toegesneld met een verklaring van de gouverneur dat de executie onwettig is omdat Colorado nog geen Amerikaanse staat was op het moment van de vermeende misdrijven. De stropersleider laat het daar niet bij zitten en trekt eigenhandig de hendel over die Packer laat vallen en aan de strop bungelen. Packer wordt gered door het indianenopperhoofd die met een samoeraizwaard de strop doorhakt, en de stropersleider onthoofd. Het aanwezige publiek reageert tevreden op deze voorstelling. Liane toont nog altijd geen interesse meer voor Packer en hij besluit het paard aan het opperhoofd te geven, die het vervolgens met zijn zwaard slacht.
Packer en Pry kussen elkaar, maar worden daarbij gestoord door de wederopstanding van de gruwelijk verminkte Bell.

## Rolverdeling
| Acteur          | Personage                       | Opmerkingen     |
| --------------- | ------------------------------- | --------------- |
| Trey Parker     | Alferd Packer                   |                 |
| Ian Hardin      | Shannon Wilson Bell             |                 |
| Matt Stone      | James Humphrey                  |                 |
| Jon Hegel       | Israel Swan                     |                 |
| Jason McHugh    | Frank Miller                    |                 |
| Dian Bachar     | George Noon                     |                 |
| Toddy Walters   | Polly Pry                       | Verslaggeefster |
| Robert Muratore | Frenchy Cabazon                 | Stropersleider  |
| Edward Henwood  | O.D. Loutzenheiser / De cycloop | Stroper         |
| Andrew Kemler   | Preston Nutter                  | Stroper         |
| Masao Maki      | Opperhoofd                      |                 |